# Kościół św. Apostołów Piotra i Pawła w Olchowie
Kościół św. Apostołów Piotra i Pawła w Olchowie – katolicki kościół filialny zlokalizowany we wsi Olchowo w gminie Nowogard, w powiecie goleniowskim (województwo zachodniopomorskie). Jest filią parafii Wniebowzięcia Najświętszej Maryi Panny w Nowogardzie.

## Historia i architektura
Kościół został wzniesiony w XV wieku. Sytuowany na planie prostokąta, jest orientowaną budowlą jednonawową. W XIX wieku został przebudowany. Od zachodniej strony do kościoła przylega wybudowana w XIX wieku trójkondygnacyjna wieża. Jej pierwsza kondygnacja wymurowana została z kamienia, druga z cegły, natomiast trzecia, ośmioboczna, wzniesiona jest w konstrukcji drewnianej. Wieżę nakrywa spiczasty hełm. W przyziemiu wieży umieszczony jest ceglany, trójuskokowy portal wejściowy.
Wnętrze kościoła nakrywa płaski, drewniany strop. Zachowała się oryginalna ceglana posadzka. W północno-zachodnim narożniku wieży znajduje się romańska, granitowa chrzcielnica. W zachodniej części nawy znajduje się współczesna empora. W zamkniętym prostą ścianą prezbiterium znajdują się dwa niewielkie okna. W oknach kościelnych wstawione są witraże, wykonane w 1975 roku przez Marię Powalisz-Bardońską.
Po 1945 roku nieużytkowany kościół popadł w ruinę. Odbudowany w latach 1974–1975, został poświęcony w dniu 5 października 1975 roku przez biskupa Jerzego Strobę. 